# Paul Follen (colon)
Pour les articles homonymes, voir Follen.
Paul Follen (né le 5 mai 1799 à Giessen, mort le 3 octobre 1844 à Dutzow (en) (Missouri)) est un avocat allemand devenu un pionnier américain.

## Biographie
Sa mère meurt l'année de sa naissance. Son père l'élève dans une éducation chrétienne.
Il est le frère d'Adolf Ludwig Follen et de Karl Follen. Sa sœur Louise émigre en Suisse avec son mari Philipp Friedrich Wilhelm Vogt (de) ; leur fils Carl Vogt s'installe dans ce pays après la révolution de mars 1848. Paul Follen se marie avec Maria Münch, la sœur de son ami Friedrich Münch.
En 1833, l'avocat Follen et son beau-frère, le révérend Friedrich Münch (de), fondent la Société d'émigration de Giessen (de) pour établir aux États-Unis un État issu d'une colonisation allemande comme modèle pour une future république allemande. Ils réussissent à amener 500 personnes en 1834 en Amérique. L'utopie de l'État est vite abandonnée.
Münch et Follen s'installent près du confluent du Missouri et du Mississippi à Dutzow (en) dans le comté de Warren, dans le Missouri, en tant que fermiers. La commune est fondée en 1832 par le baron Johann Wilhelm von Bock.
Son frère Karl Follen prévoit en 1819 de fonder une université allemande en Amérique. Il vit à Bâle jusqu'à son expulsion et émigre aux États-Unis en 1824.